# Fosie landskommun
Fosie landskommun var en tidigare kommun i dåvarande Malmöhus län.

## Administrativ historik
Kommunen bildades i Fosie socken i Oxie härad i Skåne när 1862 års kommunalförordningar trädde i kraft. Limhamns municipalsamhälle som inrättats 1886 i Hyllie landskommun utökades 7 juni 1901 med en del i denna kommun. Denna del utbröts 1906 som en del av den då bildade Limhamns köping.
30 maj 1919 inrättades Fosie municipalsamhälle inom landskommunen, vilket omfattade Kulladals stationssamhälle och ett mindre område inom Hindby.
1931 uppgick kommunen i Malmö stad som 1971 ombildades till Malmö kommun.